# لورا بياغوتي
لورا بياغوتي (بالإيطالية: Laura Biagiotti)‏ (4 أغسطس 1943 - 26 مايو 2017) هي مصممة أزياء إيطالية ومؤسسة بيت بياغوتي.

## روابط خارجية
- الموقع الإلكتروني

- لورا بياغوتي على موقع IMDb (الإنجليزية)
- لورا بياغوتي على موقع مونزينجر (الألمانية)